# Elisabeth Schroedter
Elisabeth Schroedter (Dresden, 11 maart 1959) is een Duits politicus. Sinds 19 juli 1994 is ze lid van het Europees Parlement namens Bündnis 90/Die Grünen (De Groenen/Vrije Europese Alliantie).
- Gemeinsame Normdatei: 1113312106
- Virtual International Authority File: 3836147373414341580005
- WorldCat: E39PBJvxxVr6BBWdQ4fwKk83cP